# Gustav Kluwe

Gustav Kluwe

Gustav Kluwe (* 30. Oktober 1877 in Rastenburg; † unbekannt, nach 1938) war ein deutscher Politiker (SPD).

## Leben und Wirken
Kluwe besuchte von 1883 bis 1891 die Volksschule in Rastenburg. Von 1894 bis 1897 erlernte er das Maurerhandwerk. Anschließend war er bis in die Zeit nach dem Ersten Weltkrieg hinein als Maurer tätig. 1909 wurde er Vorsitzender des Bauarbeiterverbandes in Rastenburg. In den 1890er Jahren trat er in die Sozialdemokratische Partei Deutschlands (SPD) ein.
Im März 1919 wurde Kluwe Stadtverordneter und im März 1919 Stadtrat in Rastenburg. Am 26. Juli 1920 trat Kluwe anstellte der Frau Therese Eschholz in Lynck als Abgeordneter in den ersten Reichstag der Weimarer Republik ein, in dem er den Wahlkreis 1 (Ostpreußen) vertrat. Er schied aus dem Reichstag bereits nach weniger als einem Jahr wieder aus, als er bei einer Neuwahl im Wahlkreis 1 am 20. Februar 1921 sein Mandat verlor.
Über Kluwes weiteres Leben ist nur wenig bekannt. Im Adressbuch seiner Heimatstadt Rastenburg ist noch im Jahr 1939 ein Gustav Kluwe mit der Berufsbezeichnung "Maurerpolier" enthalten.